# 长花豆蔻
长花豆蔻（学名：Amomum dolichanthum）为姜科豆蔻属下的一个种。

## 扩展阅读
- 維基物種上的相關：长花豆蔻